# Imiermesa
Imiermesa (uralkodói nevén Szemenhkaré) az ókori egyiptomi XIII. dinasztia közepének egyik uralkodója volt. Memphiszből kormányzott, i. e. 1759-től vagy 1711-től. Uralkodásának pontos hossza nem ismert, talán öt év volt, de azt biztosan tudni, hogy tíznél kevesebb. Két kolosszusa maradt fenn, ma a kairói Egyiptomi Múzeumban vannak.

## Említései
A torinói királylista hetedik oszlopának 21. sorában említik (Alan Gardiner számozása szerint a hatodik oszlop 21. sora), Szemenhkaré Imiermesa néven. Legfőbb korabeli említései közé tartozik két kolosszus, melyet „Ptah az ő falától délre, Anhtaui ura” tiszteletére állítottak. Ez kifejezetten memphiszi jelzője az istenségnek, és azt mutatja, eredetileg memphiszi templomában álltak a szobrok. A kolosszusokat később kisajátította a hükszosz XV. dinasztia uralkodója, Apepi, aki mindkét szobor jobb vállára felíratta saját nevét, valamint egy dedikációt Széthnek, Avarisz urának, majd a szobrokat saját fővárosában, Avariszban állíttatta fel. Később, mikor II. Ramszesz Avarisz romjait használta fel saját fővárosa, Per-Ramszesz felépítéséhez, szintén ráíratta a szobrokra saját nevét és egy újabb dedikációt Széthhez. Per-Ramszesz köveit később szintén széthordták, a XXI. dinasztia idején a szobrok Taniszba kerültek, és itt maradtak egészen 1897-ig, a Flinders Petrie vezette ásatásig. Ma a kairói Egyiptomi Múzeumban találhatóak (JE37466 és JE37467).
A szobrokon kívül a király egyetlen korabeli említése egy szteatitgyöngy, rajta „a jó isten, Szemenhkaré, Szobeknek, Sedit urának kedveltje”. Ez a gyöngy ma a British Museumban található (BM EA74185). Bár nem tudni, honnan származik, Darrell Baker és Kim Ryholt szerint az, hogy Seditet, egy Memphisz-közeli várost említ, jelentheti, hogy onnan ered a gyöngy.
W. Davies szerint egy Szakkara déli részén fekvő XIII. dinasztiabeli piramis romjai közt talált szobor, melynek csak a törzse maradt fenn, és Hendzser egy közeli utódjának idejéből származik, lehet, hogy Imiermesa szobra. Név azonban nem szerepel rajta, Davies kizárólag megtalálási helye alapján tulajdonítja neki. A szobor ma az Egyiptomi Múzeumban található (JE54493).

## Neve
Imiermesa neve jól ismert név a második átmeneti kor idejéből, jelentése „a seregek elöljárója”, „tábornok”. Emiatt minden további bizonyíték nélkül feltételezték, hogy Imiermesa tábornok volt, mielőtt trónra került. Alan Gardiner és William Hayes ennek alapján a torinói királylistán úgy fordították nevét, hogy „Szemenhkaré tábornok”, vagyis az Imiermesát nem névnek, hanem címnek vették. Jürgen von Beckerath felvetette, hogy a király idegen eredetű lehetett, és eredeti nevét az egyiptomiak nem értették, ezért katonai rangján lett ismert. Emellett a király nem használt filiatív nevet, azaz nem viselte nevében apja nevét, mint az egy elmélet szerint a XIII. dinasztia uralkodóinál szokásos volt. Ez arra utal, nem állt rokonságban elődeivel és nem volt királyi születésű. Ez alapján feltételezték, hogy a hadsereg segítségével szerezte meg a trónt, melyről letaszította elődjét, Hendzsert.
Baker és Ryholt nem ért egyet ezzel a feltevéssel; rámutatnak, hogy nincs bizonyíték katonai hatalomátvételre, emellett az Imiermesa gyakori személynév volt ebben a korban; olyan, címekből lett személynevek is előfordulnak, mint az Imierihu („jószágfelügyelő”), Imierper („háznagy”) és Imierheneret („a hárem elöljárója”). Stephen Quirke ezek alapján úgy tartja, Imiermesa neve lehet, hogy csak családi hagyományt tükröz; Ryholt szerint jelentheti azt, hogy katonacsaládból származik.

## Helye a kronológiában
Imiermesa pontos helye a dinasztia kronológiájában nem ismert, mert sok a bizonytalanság az őt megelőző királyok körül. A torinói királylista szerint közvetlenül Hendzsert követte a trónon. Baker szerint a dinasztia huszonkettedik királya, Ryholt szerint a huszonharmadik, Jürgen von Beckerath szerint a tizennyolcadik.
Uralkodásának pontos hossza nem ismert, mert a torinói papirusz ezen a helyen sérült, csak a vége látszik: „… és 4 nap”. Ryholt szerint Imiermesa és két utóda, IV. Antef és Széth Meribré összesen körülbelül tíz évig uralkodtak. A XIII. dinasztia idején íródott Boulaq 18 papirusz fontos bizonyíték lehet Imiermesa uralkodásának hosszát tekintve. A papirusz többek közt beszámol a királyi családról, megemlíti a király tíz lánytestvérét, ismeretlen számú fiútestvérét, három lányát, egy Redienef nevű fiát és egy Aya nevű királynét. Bár a király neve a papirusz sérülése miatt nem olvasható, Ryholt elemzése szerint csak Imiermesáról vagy Szehotepkaré Antefről lehet szó. Ez azért lényeges, mert a papirusz megemlíti a király 3. és 5. uralkodási évét is. Emellett az „5. év aratás évszaka 3. havának 18. napja” ismert egy befejezetlen piramiskomplexumból Hendzser piramisa mellett. Ez a déli dél-szakkarai piramis néven ismert piramis talán Imiermesa számára épült.
Nem pontosan tudni, hogy ért véget Imiermesa uralkodása, de mivel utódja, IV. Antef nem utalt nevében apjára, valószínűleg nem volt királyi származású, így Ryholt feltételezése szerint uszurpálta a trónt.

## Név, titulatúra
A fáraók titulatúrájának magyarázatát és történetét lásd az Ötelemű titulatúra szócikkben.
| M23 | L2 |

| M23 | L2 |

| ra | s | mn · n | x · U22 | kA |

| ra | s | mn · n | x · U22 | kA |

| ra | s | mn · n | x · U22 | kA |

| ra | s | mn · n | x · U22 | kA |

| ra | s | mn · n | x · U22 | kA |

| ra | s | mn · n | x · U22 | kA |

| ra | s | mn · n | x · U22 | kA |

| ra | s | mn · n | x · U22 | kA |

| M23 | L2 |

| M23 | L2 |

| ra | s | mn · n | x · U22 | kA |

| ra | s | mn · n | x · U22 | kA |

| ra | s | mn · n | x · U22 | kA |

| ra | s | mn · n | x · U22 | kA |

| ra | s | mn · n | x · U22 | kA |

| ra | s | mn · n | x · U22 | kA |

| ra | s | mn · n | x · U22 | kA |

| ra | s | mn · n | x · U22 | kA |

| G39 | N5 | \| \| |
|     |    |       |

|  |

| G39 | N5 | \| \| |
|     |    |       |

|  |

| m&r | A12 · Z2 |

| m&r | A12 · Z2 |

| m&r | A12 · Z2 |

| m&r | A12 · Z2 |

| m&r | A12 · Z2 |

| m&r | A12 · Z2 |

| m&r | A12 · Z2 |

| m&r | A12 · Z2 |

| G39 | N5 | \| \| |
|     |    |       |

|  |

| G39 | N5 | \| \| |
|     |    |       |

|  |

| m&r | A12 · Z2 |

| m&r | A12 · Z2 |

| m&r | A12 · Z2 |

| m&r | A12 · Z2 |

| m&r | A12 · Z2 |

| m&r | A12 · Z2 |

| m&r | A12 · Z2 |

| m&r | A12 · Z2 |

## Fordítás
- Ez a szócikk részben vagy egészben  az   Imyremeshaw című angol Wikipédia-szócikk ezen változatának fordításán alapul.  Az eredeti cikk szerkesztőit annak laptörténete sorolja fel. Ez a jelzés csupán a megfogalmazás eredetét és a szerzői jogokat jelzi, nem szolgál a cikkben szereplő információk forrásmegjelöléseként.